# Lunsgod de Cuyo
Lunsgod  es un barrio rural  del municipio filipino de cuarta categoría de Cuyo perteneciente a la provincia  de Paragua en Mimaro,  Región IV-B.

## Geografía
Este barrio se encuentra en el interior de la isla de Gran Cuyo,  situada  en el mar de Joló en las  Islas de Cuyos, archipiélago formado por  cerca de 45 islas situadas al noreste de la isla  de Paragua (Puerto Princesa), al sur de Mindoro (San José) y al oeste de la de  Panay (Iloílo).
Su término linda al norte con los barrios  de Bangcal  y de Tocadán; a al suroeste  con el barrio de  Lagaoriao ; al este con el municipio de Magsaysay, barrio de Igabas; y al  sureste con el barrio de Paaua (Pawa);.
En su término se encuentra el Monte Aguado (Aguada Mountain) con una altura de 186 m s. n. m.

### Demografía
El barrio  de Lunsgod  contaba  en mayo de 2010 con una población de 989  habitantes.